# Jan Jirucha
Jan "J.J." Jirucha (* 24. Juni 1945; † 29. Dezember 2005) war ein tschechischer Posaunist und Jazzsänger.
Jirucha arbeitete seit 1968 professionell als Posaunist und Jazzsänger, wobei er sich an Louis Armstrong orientierte. Er war Bandleader der Swing- und Dixieland-Gruppe J.J. Jazzmen und trat nach nationalen und internationalen Erfolgen unter anderem 2001 auch auf dem Jazz & Heritage Festival in New Orleans auf.

## Diskographie
- 4. Dixieland Jubilee 2000. Live aus dem Kulturhaus in Kornwestheim 22. Januar 2000 (Stuttgart – D 2000)
- Hello Satchmo! Satchmo spirit lives on Forever (2002)
- New Face of J. J. Jazzmen, with Olga Skrancova-voc. Live at 7. Swing Festival Prague 2004 (Czech Radio Prague 2004)